# Романова, Наталья (волейболистка)
Наталья Романова (исп. Natalia Romanova, 11 декабря 1972, Караганда, Казахская ССР, СССР) — перуанская, ранее казахстанская волейболистка. Известна по выступлениям за сборную Перу и европейские клубы.

## Карьера

### Клубная
Наталья родилась и выросла в Караганде, позже переехала в Алма-Ату, где занималась волейболом в клубе АДК. В одном из интервью Наталья отметила, что именно тренеры АДК Борис Ким и Нелли Щербакова помогли ей состояться как волейболистке.
После распада СССР в начале 1990-х годов у АДК не было достойных соперников в чемпионате Казахстана. Одним из следствий отсутствия конкуренции стала практика, когда волейболистки играли несколько месяцев за клубы из других стран в перерыве чемпионата.
В 1994 году клуб из Перу «Регатас Лима», что бы сохранить прописку в высшей лиги пошёл на экстренные меры, и привлёк в свой состав сразу семь девушек из Казахстана.
Наталья Романова и Елена Кельдибекова отыграли три месяца за перуанский клуб, и перед отправкой домой узнали, что им предстоит выступать не в Казахстане, а в чемпионате Германии на крайне невыгодных условиях. После чего они приняли решение остаться в клубе «Регатас Лима» на постоянной основе. Позже вышли замуж за перуанских спортсменов и получили гражданство, в дальнейшем выступали за национальную сборную Перу.
Наталья была чемпионкой Перу в составе «Регатас Лима», где выступала до 1997 года. В 1997—2001 годах выступала в чемпионате Греции за «Олимпиакос» Пирей и «Панатинаикос» Афины. В составе «Панатинаикоса» была чемпионкой Греции в сезоне 1999/00 и серебряным призёром в сезоне 2000/01. В сезоне 2001/02 вновь выступала за «Регатас Лима». Сезон 2002/03 провела в итальянском «Палермо». С 2003 года Наталья выступала в чемпионате Испании, в 2003—2008 за клуб «Альбасете», с которым дважды стала бронзовым призёром. В 2008—2009 выступала за «Сансе-Мепабан».
После завершения карьеры Наталья обосновалась в Испании, где к тому времени учились её старшие дочки. По состоянию на 2016 год Наталья была играющим тренером и детским тренером в клубе «Келе» из города Сокуэльямос.
| Клуб               | Годы      |
| ------------------ | --------- |
| / АДК Алма-Ата     | —1994     |
| Регатас Лима       | 1994—1997 |
| Олимпиакос Пирей   | 1997—1999 |
| Панатинаикос Афины | 1999—2001 |
| Регатас Лима       | 2001—2002 |
| Палермо            | 2002—2003 |
| Альбасете          | 2003—2008 |
| Сансе-Мепабан      | 2008—2009 |

### В сборной Перу
Через пару лет после своего приезда в Перу Наталья Романова стала выступать за сборную Перу, была участницей и призёром Чемпионатов Южной Америки и Боливарианских игр. Выступала в составе сборной на Чемпионате мира 2006, на тот момент Наталья была игроком испанского «Альбасете». В возрасте 36 лет Наталья Романова приняла решение завершить карьеру в сборной, Елена Кельдибекова продолжала выступать за сборную Перу ещё несколько лет.

## Достижения
Клубные
- Чемпионка Перу: 1996/97
- Чемпионка Греции: 1999/00
- Серебряный призёр чемпионата Греции: 2000/01
- Бронзовый призёр чемпионата Испании (2): 2004/05, 2007/08

В сборной
- Победительница Боливарианских игр: 2005
- Бронзовый призёр чемпионата Южной Америки: 2003
- Серебряный призёр чемпионата Южной Америки: 2005

## Семья
Наталья вышла замуж за перуанского баскетболиста Луиса Дуарте, он из спортивной семьи. У Натальи четверо детей; Людмила (Мила), Эва, Юрий и Таня. Старшая дочь Мила Дуарте (Mila Duarte) родилась в 1996 году, она также волейболистка. Мила воспитанница испанского клуба «Сориа», в 2016 году она выступала за университетскую команду американского Сиэтла «Редхокс». Мила имеет испанское гражданство и выступала за сборную Испании на молодёжном чемпионате Европы 2014 года. 